# Bidaspa formosicola
Bidaspa formosicola är en fjärilsart som beskrevs av Matsumura 1929. Bidaspa formosicola ingår i släktet Bidaspa och familjen juvelvingar. Inga underarter finns listade i Catalogue of Life.